# Piz Ravetsch
Piz Ravetsch är en bergstopp i Schweiz.   Den ligger i regionen Surselva och kantonen Graubünden, i den sydöstra delen av landet, 100 km öster om huvudstaden Bern. Toppen på Piz Ravetsch är 3 007 meter över havet, eller 400 meter över den omgivande terrängen. Bredden vid basen är 8,1 km.
Terrängen runt Piz Ravetsch är bergig norrut, men söderut är den kuperad. Runt Piz Ravetsch är det glesbefolkat, med 9 invånare per kvadratkilometer.. Närmaste större samhälle är Disentis, 17,4 km nordost om Piz Ravetsch. 
Trakten runt Piz Ravetsch består i huvudsak av gräsmarker.